# Avellara fistulosa
Avellara fistulosa là một loài thực vật có hoa trong họ Cúc. Loài này được (Brot.) Blanca & C.Díaz mô tả khoa học đầu tiên năm 1985.